# Разделы Люксембурга

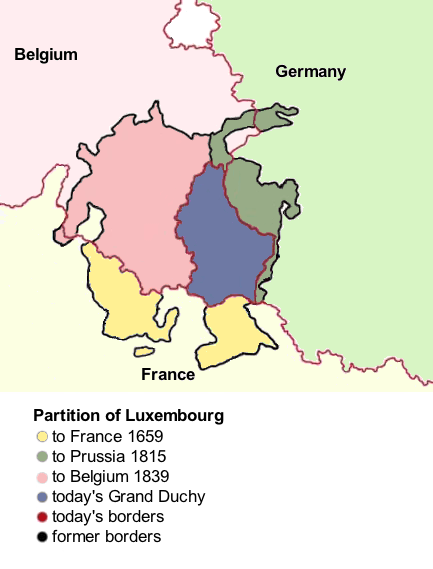
Карта разделов Люксембурга между Францией, Германией и Бельгией

Между 1659 и 1839 годами произошло три раздела территории Люксембурга. В течение 180 лет территория герцогства уменьшилась с 10 700 км² до 2586 км². Территории отошли Франции, Германии и Бельгии. Приграничные с Люксембургом страны пытались добиться полной аннексии герцогства, но ни один из этих планов так и не был реализован. Также не увенчались успехом и попытки Люксембурга вернуть часть своих территорий.

## Первый раздел
Первый раздел Люксембурга произошёл в 1659 году в период личной унии Герцогства Люксембург с Испанией. В ходе военных действий Франция и Англия захватили основную часть территории Испанских Нидерландов. По Пиренейскому миру Франция получила территорию Люксембурга с крепостями Стене, Тьонвиль и Монмеди. Общая площадь территориальных приобретений Франции составила 1060 км², что составило десятую часть площади Люксембурга.

## Второй раздел
В годы Французских революционных войн Люксембург был аннексирован Францией и стал частью департамента Форе. После поражения Наполеона Люксембург был освобождён, но статус герцогства должен был решиться на Венском конгрессе. На Венском конгрессе Люксембург получил статус Великого герцогства, перешёл во владение Оранской династии в лице Виллема I. Пруссия разместила свои войска в Люксембурге, присоединила к себе Битбург, Нойербург, Санкт-Вит, Шлайден, Ваксвайлер и окружающие территории. Также Люксембург вошёл в Германский союз.
В ходе второго раздела от Люксембурга была отторгнута территория с площадью 2280 км² и с населением 50 000 человек.

## Третий раздел
Самая большая территориальная потеря произошла в 1839 году по Лондонскому договору. Во время Бельгийской революции франкоязычное население Люксембурга, недовольное политикой Виллема I, присоединилось к повстанцам и контролировало большую часть Великого герцогства. Единственным городом, который не перешёл под контроль Бельгии, была столица — город Люксембург.
До подписания Лондонского договора было несколько вариантов решения статуса территорий Великого герцогства. Например, Люксембург мог остаться в личной унии с Нидерландами, но бельгийский король Леопольд I отклонил это предложение. 15 ноября 1831 года было решено, что основная, франкоязычная часть Великого герцогства переходит Бельгии, а город Люксембург и окружающие территории должны остаться за Виллемом I и войти в Германский союз . Виллем I отказался подписать такое соглашение, и противостояние длилось ещё несколько лет. Нидерландский король был вынужден пойти на уступки и подписать договор в 1839 году.
Согласно Лондонскому договору, Бельгии отошли города Арлон, Бастонь, Обанж, Дюрбюи, Марш-ан-Фамен, Виртон, Нёшато.
По третьему разделу Люксембург потерял 65 % своей территории. Бельгии отошла территория площадью 4730 км² и 175 000 человек, что составляло половину всего населения Люксембурга.